# Обезличенный металлический счёт
Обезличенный металлический счёт (ОМС) — счёт, открываемый в банке для учёта движения металла в обезличенной форме, на котором отражается металл в граммах без указания индивидуальных признаков (количество слитков, проба, производитель, серийный номер и др.) и осуществления операций по их привлечению и размещению.
Счёт обычно ведётся в одном драгоценном металле — чаще всего, золоте, серебре, платине или палладии.

## История
С момента своего появления, банки работали с различными материальными ценностями: деньгами, драгоценными металлами и ценными бумагами. Основную часть их деятельности составляли различные сделки с этими ценностями. Вместо передачи ценностей клиентам делались записи по счетам, в которых говорилось, что при необходимости такая передача будет произведена. Так происходила дематериализация финансовых активов и возникли безналичные деньги, а затем и «безналичное золото», числящееся на обезличенных металлических счетах. К началу XXI века такие счета стали обретать большую популярность во всём мире.
Российское законодательство уделяет обезличенным металлическим счетам мало внимания. Понятие «металлический счёт» отсутствует в Гражданском кодексе Российской Федерации, в Федеральном законе от 26 марта 1998 г. № 41-ФЗ «О драгоценных металлах и драгоценных камнях» и иных законодательных актах. Законодательное регулирование металлических счетов осуществляется только на подзаконном уровне. Единственным в стране нормативным актом, регулирующим правовой режим обезличенных металлических счетов, является Положение Центрального банка Российской Федерации от 01.11.1996 г. № 50 «О совершении кредитными организациями операций с драгоценными металлами на территории РФ и порядке проведения банковских операций с драгоценными металлами».

## Операции
- Открытие или пополнение — покупка металла по установленному курсу с зачислением металла на счёт.
- Частичное или полное обналичивание — списание металла со счёта и его продажа по установленному курсу.
- Выдача металла в виде слитков соответствующей пробы (услуга предоставляется не всеми банками).
- Переводы по металлическим счетам. В России развиты только внутрибанковские переводы. За рубежом существует развитая система межбанковских корреспондентских отношений.

## Преимущества
- Отсутствие НДС при покупке драгоценных металлов в обезличенном виде.
- При открытии счета на срок более 3 лет, доход от продажи драгоценного металла не облагается налогом на доходы физических лиц (п. 17.1 ст. 217 Налогового кодекса РФ).
- Стоимость обезличенного драгоценного металла не включает в себя издержки, связанные с изготовлением слитков, их хранением и транспортировкой.
- Учёт металла ведётся банком, соответственно банк несёт риски, связанные с возможной утратой.
- В условиях относительной стабильности обналичить металлический счёт намного проще, чем продать слитки, — нет необходимости проверять подлинность, целостность и массу слитков.

## Недостатки
- Обычно в банках проценты на остаток драгоценного металла на ОМС не начисляются.
- Хранение денежных средств на ОМС не попадает под действие закона о страховании вкладов физических лиц, соответственно на них не распространяются гарантии системы страхования вкладов (то есть если банк закроется, часть денег вернет Агентство по страхованию вкладов, а средства с металлического счета пропадут).
- При продаже металла необходимо подать декларацию о доходах и заплатить подоходный налог с прибыли, если обезличенный металл находился в собственности менее 3 лет (13 % для резидентов)[3]. В этом случае можно воспользоваться имущественным вычетом в размере до 250 000 рублей.

## Сроки функционирования
- До востребования — когда срок хранения драгметалла по договору не ограничен.
- Срочный — когда по договору установлен конкретный срок возврата сбережений. Такой срок оговаривается при открытии вкладов в драгметаллах, в соответствии с условиями конкретного вида депозитного вклада.

## Доходность
- Металлические счета без начисления процентных доходов. Доход владельцев ОМС формируется только за счёт роста стоимости драгоценных металлов на мировых рынках, если таковые будут.
- Металлические счета с начислением процентных доходов. Процентные доходы начисляются только в том случае, если металлический счёт оформляется как депозитный вклад в драгоценных металлах с конкретным сроком хранения. Общий доход владельцев депозитных вкладов формируются за счёт процентов, начисляемых в драгметаллах (граммах), и прироста стоимости драгоценных металлов на мировых рынках за этот период.

Обезличенный металлический счёт — удобное средство вложений в драгметаллы. С другой стороны, в случае, если банк прекратит обслуживание клиентов, действия с металлическим счётом произвести будет невозможно, в то время как металл в виде слитков всегда доступен владельцу.
Обезличенный металлический счёт не участвует в системе банковского страхования.